# Chessington
Chessington là một quận thuộc Khu Hoàng gia Kingston upon Thames trong Đại Luân Đôn, Anh. Sông Hogsmill chạy băng ngang qua Chessington. Các khu định cư xung quanh gồm: Tolworth, Ewell, Surbiton, Claygate, Epsom, Oxshott, Leatherhead, Esher, Kingston upon Thames và Worcester Park.
Chessington là nơi có những công viên giải trí hàng đầu ở châu Âu, điển hình như Chessington World Of Adventures nằm tại khu vực phía nam: bao gồm sở thú, khu giải trí, thủy cung và khách sạn 5 sao Holiday Inn. Ngoài việc là một khu đô thị đông đúc, Chessington cung cấp các nơi hoạt động giải trí với nhiều không gian mở.
Dân số năm 2007 là 19.433 người.